# Monika Weber-Koszto
Monika Weber-Koszto, née le 7 février 1966 à Satu Mare, est une fleurettiste roumaine naturalisée allemande. Elle est l'ex-femme du fleurettiste Ulrich Schreck.

## Carrière
Monika Weber-Koszto participe à l'épreuve de fleuret par équipe lors des Jeux olympiques d'été de 1984 à Los Angeles et remporte avec ses partenaires roumaines Aurora Dan, Rozalia Oros, Marcela Moldovan-Zsak et Elisabeta Guzganu-Tufan la médaille d'argent. Huit ans plus tard, sous les couleurs allemandes aux Jeux olympiques d'été de 1992 à Barcelone, elle remporte la médaille d'argent dans l'épreuve de fleuret par équipe avec Anja Fichtel-Mauritz, Zita-Eva Funkenhauser, Annette Dobmeier et Sabine Bau. Les Jeux olympiques d'été de 1996 à Atlanta voient l'escrimeuse allemande terminer cinquième de l'épreuve individuelle de fleuret et remporter une médaille de bronze par équipe avec Fichtel-Mauritz et Bau. Ses derniers Jeux sont ceux de 2000 à Sydney où elle décroche une nouvelle médaille de bronze par équipe avec Sabine Bau et Rita König et se classe dixième en individuel.